# Tibia (orgue)
Le tibia (ou tibia clausa) est un jeu d'orgue inventé par Robert Hope-Jones. Il s'agit d'une flûte bouchée de grosse taille, à la fondamentale très forte. Construit au départ pour pallier l'insuffisance en fonds de certains plans sonores, selon Hope-Jones, il a été repris par l'orgue de cinéma, et décliné dans toutes les hauteurs possibles, y compris en mutations.